# Pałac w Kochanowicach
Pałac w Kochanowicach – zabytkowy pałac wybudowany w Kochanowicach na początku XIX w..

## Historia
Pałac został wybudowany na planie prostokąta w stylu klasycystycznym. Ma dwie kondygnacje kryte dachem mansardowym. Jedenastoosiowa fasada posiada centralny, trzyosiowy i trzykondygnacyjny ryzalit z dekoracją w postaci pilastrów i lizen.
Właścicielem pałacu w latach 1817–1928 była rodzina von Aulock, których kartusz herbowy zachował się nad wejściem do budynku. W 1929 roku, kręgowy Urząd Ziemski w Katowicach dokonał parcelacji majątku. W 1932 w pałac zaadaptowano na potrzeby oświatowe i otwarto sześcioklasową szkołę podstawową wraz z jednoklasową szkołą dokształcającą. Po II wojnie światowej, w murach pałacu urządzono szkołę podstawową.